# Kennzeichnungsweste

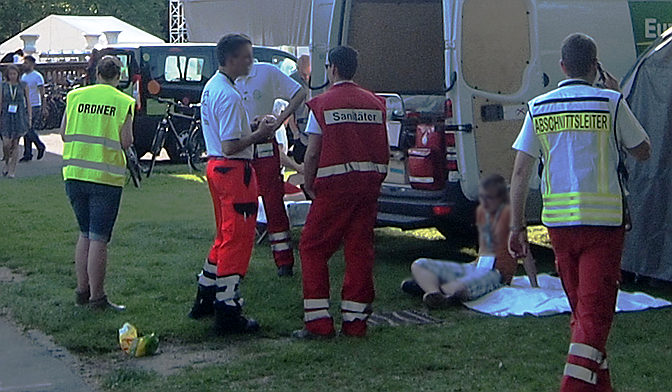
Kennzeichnung durch Farben und Aufschriften

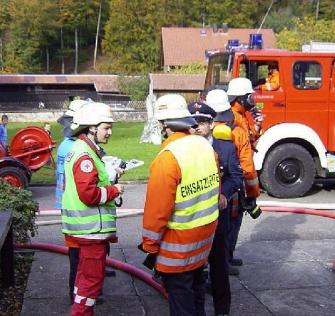
Deutlich sichtbare Kennzeichnung von Funktionsträgern mit Farbwesten

Kennzeichnungswesten (auch Funktionsweste oder Überwurf) werden eingesetzt, um Ansprechpartner oder Helfer mit besonderen Funktionen an der Einsatzstelle unverkennbar zu kennzeichnen. Sie haben das Format einer handelsüblichen, meist retroreflektierenden Warnweste und werden über der Jacke getragen. Als Alternativen werden auch farblich gestaltete Einsatzjacken oder Schulterkoller verwendet.

## Grundlegendes
Die oft übliche fest aufgeklebte Helmkennzeichnung oder ein Dienstgrad-/Dienststellungsabzeichen trifft lediglich eine Aussage über die Qualifikation oder innerorganisatorische Position des Trägers, jedoch nicht immer über seine tatsächliche Funktion im Einsatz. Variable Helmkennzeichnungen (z. B. Gummibänder in verschiedenen Farben und Größen) gelten als schlecht erkennbar. Daher haben sich die weithin sichtbaren Westen durchgesetzt. Die Bezeichnung der Funktion ist oft zusätzlich im Klartext auf Rücken und Brust angebracht. In erweiterter Form gibt es die Kennzeichnungswesten auch als Funktionsweste, die dem Träger unter anderem durch viele Taschen und Funkgerätehalterungen als Führungsmittel mehr Möglichkeiten bieten.

## Feuerwehr und Rettungsdienst

### Situation in Deutschland
Die Farbgebung ist unterschiedlich geregelt, es gibt Abweichungen je nach Gebietskörperschaft, Organisation (Feuerwehr, Hilfsorganisation usw.) oder Einsatzbereich (Katastrophenschutz, Sanitätswachdienst usw.).
| Funktion                                | DFV        | BW                             | BY                                                     | BE                              | BB     | HB          | HH | HE         | MV     |
| --------------------------------------- | ---------- | ------------------------------ | ------------------------------------------------------ | ------------------------------- | ------ | ----------- | -- | ---------- | ------ |
|                                         | Empfehlung | Empfehlung                     | Bekanntmachung (Feuerwehr) Richtlinie (Rettungsdienst) | Erlass                          | Erlass | Erlass      |    | Verordnung | Erlass |
| Einsatzleiter                           |            |                                |                                                        | höherer Dienst gehobener Dienst |        |             |    |            |        |
| Einsatzabschnittsleiter                 |            |                                | mit schwarzer Schrift                                  |                                 |        |             | —  |            |        |
| Zugführer                               |            |                                |                                                        | BF FF                           | —      |             | —  |            | —      |
| Fahrzeugführer (Gruppenführer)          | —          |                                |                                                        |                                 |        |             | —  |            | —      |
| Atemschutz- überwachung                 | —          | —                              | (Empfehlung)                                           | —                               |        | —           | —  |            | —      |
| Fachberater                             |            |                                |                                                        |                                 |        | Graue Weste | —  |            | —      |
| Pressesprecher Öffentlichkeitsarbeit    |            |                                |                                                        |                                 |        |             | —  |            |        |
| Psychosoziale Notfallversorgung (PSNV)  | —          | [ 10 ] [ 11 ]                  | (nur Rettungsdienst)                                   |                                 |        |             | —  |            | —      |
| Leitender Notarzt                       | —          | Aufschrift „Leitender Notarzt“ |                                                        |                                 |        | —           | —  | [ 13 ]     | —      |
| Organisatorischer Leiter Rettungsdienst | —          | [ 14 ]                         |                                                        |                                 |        | —           | —  | [ 15 ]     | —      |
| Örtlicher Einsatzleiter                 | —          | —                              | mit oranger Schrift                                    | —                               | —      | —           | —  | —          | —      |

| Funktion                                | DFV        | NI                | NW                                                             | RP | SL                                                                                     | SN                                                                                     | ST     | SH                                                                                        | TH         |
| --------------------------------------- | ---------- | ----------------- | -------------------------------------------------------------- | --- | -------------------------------------------------------------------------------------- | -------------------------------------------------------------------------------------- | ------ | ----------------------------------------------------------------------------------------- | ---------- |
|                                         | Empfehlung | Verordnung        | Erlass (Empfehlung)                                            | Erlass | Verordnung                                                                             | Verordnung                                                                             | Erlass | Erlass                                                                                    | Verordnung |
| Einsatzleiter                           |            |                   |                                                                | |                                                                                        |                                                                                        |        |                                                                                           |            |
| Einsatzabschnittsleiter                 |            |                   |                                                                | |                                                                                        |                                                                                        |        |                                                                                           |            |
| Zugführer                               |            |                   | (nicht vorgeschrieben, oft auch blau; teilweise auch rot-weiß) | |                                                                                        |                                                                                        |        |                                                                                           |            |
| Fahrzeugführer (Gruppenführer)          | —          |                   | (nicht vorgeschrieben, oft auch rot)                           | (nur für Führer der SEG-San, SEG-B und SEG-V vorgeschrieben; bei Feuerwehren oft umgesetzt)                                                       |                                                                                        |                                                                                        | [ 26 ] |                                                                                           |            |
| Atemschutz- überwachung                 | —          |                   | —                                                              | — | —                                                                                      | —                                                                                      | [ 26 ] |                                                                                           |            |
| Fachberater                             |            | grün-weiß kariert | —                                                              | Aufschrift „Fachberater“ |                                                                                        |                                                                                        | —      |                                                                                           | —          |
| Pressesprecher Öffentlichkeitsarbeit    |            |                   |                                                                | — |                                                                                        | —                                                                                      |        | Beschriftung „Fachberatung“ mit Zusatz („ABC“, „Presse“ etc.)                             |            |
| Psychosoziale Notfallversorgung (PSNV)  | —          |                   |                                                                | Aufschrift „Notfallseelsorge“ |                                                                                        | Aufschrift „Notfallseelsorge“ oder „PSNV“                                              | [ 26 ] | Beschriftung „Feuerwehrseelsorge“ oder „Einsatznachsorge“ oder Leitender Seelsorger: weiß |            |
| Leitender Notarzt                       | —          | —                 |                                                                | Aufschrift „1. Notarzt“ |                                                                                        |                                                                                        | —      | mit Aufschrift „LNA“                                                                      | [ 30 ]     |
| Organisatorischer Leiter Rettungsdienst | —          | —                 | —                                                              | In Funktion als Abschnittsleiter mit Aufschrift „Organisatorischer Leiter“ oder „OrgL“ Aufschrift „1. Rettungsassistent oder 1. Notfallsanitäter“ | In Funktion als Abschnittsleiter mit Aufschrift „Organisatorischer Leiter“ oder „OrgL“ | In Funktion als Abschnittsleiter mit Aufschrift „Organisatorischer Leiter“ oder „OrgL“ | —      | mit Aufschrift „OrgL“                                                                     | [ 30 ]     |
| Örtlicher Einsatzleiter                 | —          | —                 | —                                                              | — | —                                                                                      | —                                                                                      | —      | —                                                                                         | —          |

### Situation in Österreich
| Feuerwehr                           | Tirol | Oberösterreich |
| ----------------------------------- | ----- | -------------- |
| Einsatzleiter                       |       |                |
| Einsatzabschnittsleiter             |       |                |
| Gruppenkommandant                   |       |                |
| Atemschutz Sammelstelle             |       |                |
| Beobachter / Pressesprecher         |       |                |
| Gefahrgut                           |       |                |
| Strahlenschutz                      |       |                |
| Fliegerischer Einsatzleiter         |       |                |
| Lageführung (Ortsebene)             |       |                |
| Lageführung (Bezirksebene)          |       |                |
| Feuerwehr (Allgemein)               |       |                |
| Feuerwehr-Seelsorger                |       |                |
| Leiter Deko-Platz (Dekontamination) |       |                |
| Feuerwehrstreife                    |       |                |
| Katastrophenhilfsdienst             |       |                |

### Situation in der Schweiz
Auch in der Schweiz werden die Führungskräfte, die im Einsatz gerade eine ihrer Qualifikation entsprechende Funktion wahrnehmen, mit Kennzeichnungswesten ausgestattet, damit sie besser erkannt werden. Die Farbgebung und die Funktionsbezeichnungen sind kantonal geregelt.
Die Westen zwischen Feuerwehr und Rettungsdienst unterscheiden sich nur darin, dass letztere ein rotes Kreuz in einem weißen Kreis auf der Rückseite der Weste haben.
| Feuerwehr                          | Rettungsdienst | Kanton SO | Kanton AI/AR/SG/TG |
| ---------------------------------- | -------------- | --------- | ------------------ |
| Bereichsleiter Feuerwehr (mit GEL) |                |           |                    |
| Einsatzleiter Feuerwehr            |                |           |                    |
| Abschnittsoffizier                 |                |           |                    |
| Verantwortungsbereich (VB)         |                |           |                    |
| Führungsunterstützung (FU)         |                |           |                    |
| Truppüberwacher, Chef Atemschutz   |                |           |                    |
| Chef Technische Rettung            |                |           |                    |
| Feuerwehrinspektorat               |                |           | keine Weste        |
| Chef Schadendienst                 |                |           | keine Westen       |
| Übungsleitung                      |                |           |                    |
| Warnweste ohne Funktionsbezug      |                |           |                    |

### Situation in den Niederlanden
In den Niederlanden tragen die Feuerwehrleute keine Westen, sondern dafür ein sogenanntes Koller auf den Schultern.
| Feuerwehr          |  |  |
| ------------------ |  |  |
| Gruppenführer      |  |  |
| Zugführer          |  |  |
| Verbandsführer     |  |  |
| Gefahrstoffberater |  |  |
| Pressesprecher     |  |  |

## Weitere Verwendungen

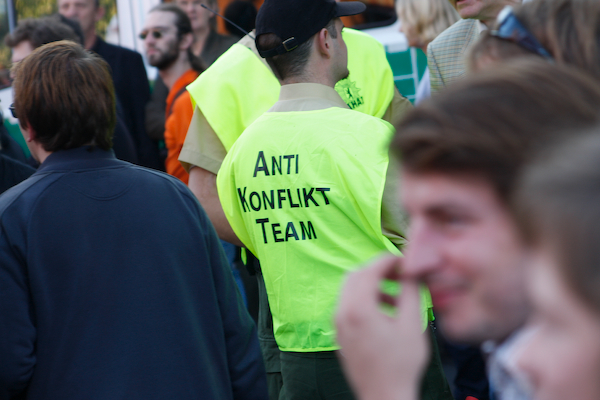
Polizisten des Berliner Anti-Konflikt-Teams auf einer Demonstration

- Die Hamburger Bezirksämter verwenden weiße Westen mit der Aufschrift „Bezirksamt“; das Hamburger Schulkrisenteam der Hamburger Schulbehörde blaue Westen mit Rückenschild „Einweisung Feuerwehr“ für Hausmeister sowie gelbe Kennzeichnungswesten mit der Aufschrift „Schule – Einsatzleitung“ für die Schulleitung.[34]
- An einigen Schulen werden Kennzeichnungswesten an Schüler ausgegeben, die als „Streitschlichter“ tätig sind.[35]
- Die Polizei benutzt als Ansprechpartner für zu begleitende Personen blaue Westen mit der Aufschrift „Polizei / Communicator“.[36] Die Berliner Polizei nutzt für ihr Anti-Konflikt-Team handelsübliche Warnwesten in neon-gelbgrün.
- Die Reservistenarbeitsgemeinschaft Katastrophenschutz Hamburg setzt bei Einsätzen im Rahmen der Zivil-militärischen Zusammenarbeit Warnwesten in farblicher Übereinstimmung mit den entsprechenden Funktionskennzeichnungen der zivilen Einsatzorganisationen ein.[37]